# Eustaquio Ilundáin y Esteban

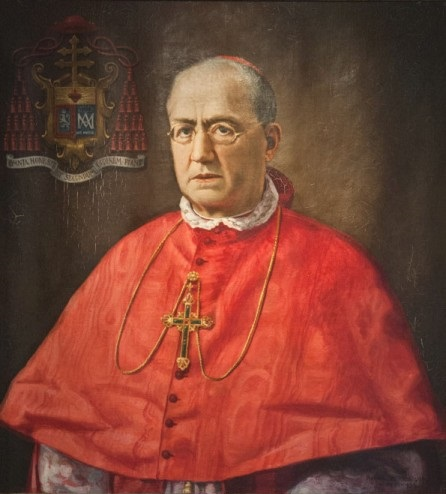
Kardinal Ilundáin y Esteban

Kardinalswappen

Eustaquio Kardinal Ilundáin y Esteban (* 20. September 1862 in Pamplona; † 10. August 1937 in Sevilla) war Erzbischof von Sevilla und Kardinal.

## Leben
Er trat jung in das Priesterseminar in Pamplona ein, erhielt den Doktor der Theologie im Seminar von Toledo, empfing am 10. April 1886 in Pamplona die Priesterweihe und wurde in den Klerus des Bistums Pamplona inkardiniert. Esteban arbeitete als Lehrer am Priesterseminar in Pamplona zwischen 1886 und 1891. Von 1901 bis 1904 war er Rektor des Seminars von Segovia und Erzpriester der Kathedrale von Segovia. Pius X. ernannte ihn am 14. November 1904 zum Bischof von Orense. Der Bischof von Vitoria José Cadena y Eleta, spendete ihm am 13. März des 1905 in der Kapelle der Virgen del Camino, Pfarrkirche San Saturnino, Pamplona, die Bischofsweihe; Mitkonsekratoren waren José López Mendoza y García OESA, Bischof von Pamplona, und José Maria Salvador y Barrera, Bischof von Tarazona.
Im Zeitraum 1907–1908 saß er im Senado (in seinem eigenen Recht im Namen des Erzbischofs von Santiago de Compostela). Am 16. Dezember 1920 wurde er zum Erzbischof von Sevilla ernannt. Pius XI. nahm ihn am 30. März 1925 als Kardinalpriester mit der Titelkirche San Lorenzo in Panisperna in das Kardinalskollegium auf. In den 17 Jahre seiner Amtszeit als Erzbischof von Sevilla geriet er teilweise in Schwierigkeiten im Zusammenhang mit der Situation in der Spanischen Republik und der Überwindung der Diskrepanzen zwischen Kirche und Staat.
Seine Beziehung mit den Bruderschaften der Semana Santa war kompliziert. Er verbot das Singen der Saeta, da diese von professionellen Flamencosänger vorgetragen wurde und so für ihn nicht Ausdruck der Frömmigkeit war. Ebenfalls untersagte er die Präsenz von Frauen bei den Prozessionen, begrenzte ihre Zahl auf maximal 40, obwohl ihre Präsenz an der estación de penitencia eine tief verwurzelte Gewohnheit war. Er legte auch strenge Richtlinien über ungerechtfertigtes Anhalten während des Umzuges der Bruderschaften fest.
Am 1. Februar 1929 konfrontierte er die Anwohner La Macarenas, eines Stadtviertels Sevillas, mit seiner Entscheidung, Leoncio Martínez Sánchez Bouri zum Hermano Mayor (Oberhaupt) der Hermandad de la Esperanza Macarena zu ernennen. Der Kandidat musste nach Einwendungen zurücktreten, doch er bestand darauf, ihn zu ernennen, aber letztlich gelang es ihm nicht. Andere Politiker Sevillas wie der Republikaner Diego Martínez Barrio, mit denen er sich bei mehreren Gelegenheiten traf, sahen in ihm einen Menschen der Vermittlung und einen, mit dem es einfach war, Vereinbarungen zu treffen, um das Verhältnis von zwischen Kirche und Staat zu bereinigen.
In der Kathedrale von Sevilla ist er beigesetzt.